# Scoliocephalus
Scoliocephalus is een vliegengeslacht uit de familie van de oevervliegen (Ephydridae).

## Soorten
- S. pallidisetis Becker, 1903